# Reaction Kinetics, Mechanisms and Catalysis
Reaction Kinetics, Mechanisms and Catalysis is een internationaal, aan collegiale toetsing onderworpen wetenschappelijk tijdschrift op het gebied van de fysische chemie. De naam wordt in literatuurverwijzingen meestal afgekort tot React. Kinet. Mech. Catal. Het tijdschrift is opgericht in 1974 onder de naam Reaction Kinetics and Catalysis Letters (ISSN 0133-1736). Het wordt uitgegeven door Akadémiai Kiadó, de uitgeverij van de Hongaarse Academie van Wetenschappen, in samenwerking met Springer Science+Business Media.